# Puchar Świata juniorów w short tracku 2024/2025
Puchar Świata juniorów w short tracku 2024/2025 był 2. edycją tej imprezy. Cykl rozpoczął się 8 listopada 2024 r. we włoskim Bormio, a zakończył 23 lutego 2025 r. w kanadyjskim Quebecu.

## Kalendarz zawodów

### Kobiety
| Lp.    | Data                   | Miejscowość | Konkurencja                     | 1. miejsce                                                                      | 2. miejsce                                                            | 3. miejsce                                                                          | Źr.                             |
| ------ | ---------------------- | ----------- | ------------------------------- | ------------------------------------------------------------------------------- | --------------------------------------------------------------------- | ----------------------------------------------------------------------------------- | ------------------------------- |
| 1. PŚJ | 9 listopada 2024       | Bormio      | 1500 m                          | Kim Min-ji                                                                      | Yu Su-min                                                             | Li Jinzi                                                                            | [ 1 ] [ 2 ]                     |
| 1. PŚJ | 9 listopada 2024       | Bormio      | 1000 m (1)                      | Lyu Wanyu                                                                       | Zhao Kexin                                                            | Chung Jae-hee                                                                       | [ 1 ] [ 2 ]                     |
| 1. PŚJ | 10 listopada 2024      | Bormio      | 500 m                           | Victoria Jean-Baptiste                                                          | Bérénice Comby                                                        | Lam Ching Yan                                                                       | [ 1 ] [ 2 ]                     |
| 1. PŚJ | 10 listopada 2024      | Bormio      | 1000 m (2)                      | Oh Song-mi                                                                      | Yang Jingru                                                           | Yu Su-min                                                                           | [ 1 ] [ 2 ]                     |
| 1. PŚJ | 10 listopada 2024      | Bormio      | Sztafeta 3000 m                 | Korea Południowa Chung Jae-hee · Kang Min-ji · Kim Min-ji · Oh Song-mi          | Chiny Li Jinzi · Lyu Wanyu · Yang Jingru · Zhao Kexin                 | Węgry Luca Haltrich · Panka Nógrádi · Dóra Szigeti · Diána Laura Végi               | [ 1 ] [ 2 ]                     |
| 2. PŚJ | 15 listopada 2024      | Bormio      | 1500 m                          | Oh Song-mi                                                                      | Kim Min-ji                                                            | Li Jinzi                                                                            | [ 3 ] [ 4 ]                     |
| 2. PŚJ | 15 listopada 2024      | Bormio      | 500 m (1)                       | Bérénice Comby                                                                  | Lyu Wanyu                                                             | Lin Jingyi                                                                          | [ 3 ] [ 4 ]                     |
| 2. PŚJ | 16 listopada 2024      | Bormio      | 500 m (2)                       | Lyu Wanyu                                                                       | Kornelia Woźniak                                                      | Lin Jingyi                                                                          | [ 3 ] [ 4 ]                     |
| 2. PŚJ | 16 listopada 2024      | Bormio      | 1000 m                          | Yang Jingru                                                                     | Victoria Jean-Baptiste                                                | Bérénice Comby                                                                      | [ 3 ] [ 4 ]                     |
| 2. PŚJ | 16 listopada 2024      | Bormio      | Sztafeta 3000 m                 | Korea Południowa Chung Jae-hee · Kang Min-ji · Kim Min-ji · Oh Song-mi          | Węgry Luca Haltrich · Panka Nógrádi · Dóra Szigeti · Diána Laura Végi | Kanada Mila Boivin · Courtney Charlong · Victoria Jean-Baptiste · Émanuelle Leclerc | [ 3 ] [ 4 ]                     |
| 3. PŚJ | 22 lutego 2025         | Quebec      | 1500 m (1)                      | Yu Su-min                                                                       | Diána Laura Végi                                                      | Li Jinzi                                                                            | [ 5 ]                           |
| 3. PŚJ | 22 lutego 2025         | Quebec      | 1000 m                          | Kim Min-ji                                                                      | Victoria Jean-Baptiste                                                | Panka Nógrádi                                                                       | [ 5 ]                           |
| 3. PŚJ | 23 lutego 2025         | Quebec      | 1500 m (2)                      | Oh Song-mi                                                                      | Kang Min-ji                                                           | Kim Min-ji                                                                          | [ 5 ]                           |
| 3. PŚJ | 23 lutego 2025         | Quebec      | 500 m                           | Victoria Jean-Baptiste                                                          | Zejnep Kumarkan                                                       | Anna Falkowska                                                                      | [ 5 ]                           |
| 3. PŚJ | 23 lutego 2025         | Quebec      | Sztafeta 3000 m                 | Kanada Courtney Charlong · Victoria Jean-Baptiste · Émanuelle Leclerc · Miao Qi | Korea Południowa Kang Min-ji · Kim Min-ji · Oh Song-mi · Yu Su-min    | Chiny Li Jinzi · Lin Jingyi · Lyu Wanyu · Zhao Kexin                                | [ 5 ]                           |
|        | 27 lutego–2 marca 2025 | Calgary     | 31. Mistrzostwa Świata Juniorów | 31. Mistrzostwa Świata Juniorów                                                 | 31. Mistrzostwa Świata Juniorów                                       | 31. Mistrzostwa Świata Juniorów                                                     | 31. Mistrzostwa Świata Juniorów |

#### Klasyfikacje
| Lp. | Zawodniczka            | Punkty |
| --- | ---------------------- | ------ |
| 1.  | Victoria Jean-Baptiste | 228    |
| 2.  | Lyu Wanyu              | 220    |
| 3.  | Kornelia Woźniak       | 200    |
| 4.  | Bérénice Comby         | 180    |
| 5.  | Lin Jingyi             | 168    |
| 6.  | Anna Falkowska         | 144    |
| 7.  | Panka Nógrádi          | 144    |
| 8.  | Chung Jae-hee          | 136    |
| 9.  | Lam Ching Yan          | 107    |
| 10. | Zejnep Kumarkan        | 80     |

| Lp. | Zawodniczka            | Punkty |
| --- | ---------------------- | ------ |
| 1.  | Oh Song-mi             | 210    |
| 2.  | Kim Min-ji             | 204    |
| 3.  | Yang Jingru            | 180    |
| 4.  | Victoria Jean-Baptiste | 160    |
| 5.  | Lyu Wanyu              | 144    |
| 6.  | Kang Min-ji            | 122    |
| 7.  | Panka Nógrádi          | 106    |
| 8.  | Zhao Kexin             | 104    |
| 9.  | Nonomi Inoue           | 96     |
| 10. | Dóra Szigeti           | 86     |

| Lp. | Zawodniczka      | Punkty |
| --- | ---------------- | ------ |
| 1.  | Kim Min-ji       | 250    |
| 2.  | Yu Su-min        | 216    |
| 3.  | Li Jinzi         | 210    |
| 4.  | Oh Song-mi       | 200    |
| 5.  | Diána Laura Végi | 140    |
| 6.  | Hanna Mazur      | 126    |
| 7.  | Ayano Sekiguchi  | 112    |
| 8.  | Kang Min-ji      | 80     |
| 9.  | Huang Chien-hua  | 74     |
| 10. | Nonomi Inoue     | 66     |

| Lp. | Reprezentacja     | Punkty |
| --- | ----------------- | ------ |
| 1.  | Korea Południowa  | 200    |
| 2.  | Kanada            | 170    |
| 3.  | Węgry             | 150    |
| 4.  | Chiny             | 150    |
| 5.  | Włochy            | 104    |
| 6.  | Kazachstan        | 100    |
| 7.  | Japonia           | 88     |
| 8.  | Polska            | 80     |
| 9.  | Holandia          | 72     |
| 10. | Stany Zjednoczone | 64     |

### Mężczyźni
| Lp.    | Data                   | Miejscowość | Konkurencja                     | 1. miejsce                                                                | 2. miejsce                                                                          | 3. miejsce                                                                      | Źr.                             |
| ------ | ---------------------- | ----------- | ------------------------------- | ------------------------------------------------------------------------- | ----------------------------------------------------------------------------------- | ------------------------------------------------------------------------------- | ------------------------------- |
| 1. PŚJ | 9 listopada 2024       | Bormio      | 1500 m                          | Rim Jong-un                                                               | Park Seo-jun                                                                        | Lou Zhanshuo                                                                    | [ 1 ] [ 2 ]                     |
| 1. PŚJ | 9 listopada 2024       | Bormio      | 1000 m (1)                      | Kim Min-woo                                                               | Zhang Xinzhe                                                                        | Joo Jae-hee                                                                     | [ 1 ] [ 2 ]                     |
| 1. PŚJ | 10 listopada 2024      | Bormio      | 500 m                           | Victor Chartrand                                                          | Koo Min-seung                                                                       | Park Seo-jun                                                                    | [ 1 ] [ 2 ]                     |
| 1. PŚJ | 10 listopada 2024      | Bormio      | 1000 m (2)                      | Rim Jong-un                                                               | Zhang Bohao                                                                         | Bogdan Wiechow                                                                  | [ 1 ] [ 2 ]                     |
| 1. PŚJ | 10 listopada 2024      | Bormio      | Sztafeta 3000 m                 | Chiny Sun Xiao · Tian Minshuo · Zhang Bohao · Zhang Xinzhe                | Kanada Victor Chartrand · Alexis Dubuc-Bilodeau · Gabriel Jones · Mathieu Pelletier | Japonia Yuta Fuchigami · Daigo Hayashi · Raito Kida · Taiga Sasaki              | [ 1 ] [ 2 ]                     |
| 2. PŚJ | 15 listopada 2024      | Bormio      | 1500 m                          | Rim Jong-un                                                               | Park Seo-jun                                                                        | Zhang Bohao                                                                     | [ 3 ] [ 4 ]                     |
| 2. PŚJ | 15 listopada 2024      | Bormio      | 500 m (1)                       | Koo Min-seung                                                             | Victor Chartrand                                                                    | Peter Joseph Groseclose                                                         | [ 3 ] [ 4 ]                     |
| 2. PŚJ | 16 listopada 2024      | Bormio      | 500 m (2)                       | Mathieu Pelletier                                                         | Kim Min-woo                                                                         | Zhang Bohao                                                                     | [ 3 ] [ 4 ]                     |
| 2. PŚJ | 16 listopada 2024      | Bormio      | 1000 m                          | Rim Jong-un                                                               | Gabriel Jones                                                                       | Yuta Fuchigami                                                                  | [ 3 ] [ 4 ]                     |
| 2. PŚJ | 16 listopada 2024      | Bormio      | Sztafeta 3000 m                 | Korea Południowa Joo Jae-hee · Kim Min-woo · Koo Min-seung · Park Seo-jun | Kanada Victor Chartrand · Alexis Dubuc-Bilodeau · Gabriel Jones · Mathieu Pelletier | Węgry Benjámin Czank-Varga · Ádám Granasztói · Dominik Major · Dávid Wu Jia Wei | [ 3 ] [ 4 ]                     |
| 3. PŚJ | 22 lutego 2025         | Quebec      | 1500 m (1)                      | Zhang Bohao                                                               | Leon Visser                                                                         | Sun Xiao                                                                        | [ 5 ]                           |
| 3. PŚJ | 22 lutego 2025         | Quebec      | 1000 m                          | Rim Jong-un                                                               | Joo Jae-hee                                                                         | Koo Min-seung                                                                   | [ 5 ]                           |
| 3. PŚJ | 23 lutego 2025         | Quebec      | 1500 m (2)                      | Rim Jong-un                                                               | Joo Jae-hee                                                                         | Sun Xiao                                                                        | [ 5 ]                           |
| 3. PŚJ | 23 lutego 2025         | Quebec      | 500 m                           | Mathieu Pelletier                                                         | Kim Min-woo                                                                         | Victor Chartrand                                                                | [ 5 ]                           |
| 3. PŚJ | 23 lutego 2025         | Quebec      | Sztafeta 3000 m                 | Chiny Li Xinyu · Ma Henan · Sun Xiao · Zhang Bohao                        | Holandia Jonas de Jong · Tsjerk van der Meer · Noah van Riet · Leon Visser          | Korea Południowa Joo Jae-hee · Kim Min-woo · Park Seo-jun · Rim Jong-un         | [ 5 ]                           |
|        | 27 lutego–2 marca 2025 | Calgary     | 31. Mistrzostwa Świata Juniorów | 31. Mistrzostwa Świata Juniorów                                           | 31. Mistrzostwa Świata Juniorów                                                     | 31. Mistrzostwa Świata Juniorów                                                 | 31. Mistrzostwa Świata Juniorów |

#### Klasyfikacje
| Lp. | Zawodnik                     | Punkty |
| --- | ---------------------------- | ------ |
| 1.  | Victor Chartrand             | 250    |
| 2.  | Koo Min-seung                | 240    |
| 3.  | Mathieu Pelletier            | 232    |
| 4.  | Kim Min-woo                  | 220    |
| 5.  | Krzysztof Mądry              | 111    |
| 6.  | Tian Minshuo                 | 98     |
| 7.  | Lucas Koo                    | 92     |
| 8.  | Aleyándro Rivero Maerschalck | 90     |
| 8.  | Zhang Xinzhe                 | 90     |
| 10. | Park Seo-jun                 | 70     |

| Lp. | Zawodnik       | Punkty |
| --- | -------------- | ------ |
| 1.  | Rim Jong-un    | 300    |
| 2.  | Joo Jae-hee    | 210    |
| 3.  | Bogdan Wiechow | 140    |
| 4.  | Zhang Xinzhe   | 124    |
| 5.  | Sun Xiao       | 104    |
| 6.  | Kim Min-woo    | 100    |
| 7.  | Raito Kida     | 88     |
| 8.  | Ma Henan       | 82     |
| 9.  | Gabriel Jones  | 80     |
| 9.  | Zhang Bohao    | 80     |

| Lp. | Zawodnik          | Punkty |
| --- | ----------------- | ------ |
| 1.  | Rim Jong-un       | 300    |
| 2.  | Zhang Bohao       | 230    |
| 3.  | Park Seo-jun      | 220    |
| 4.  | Sun Xiao          | 172    |
| 5.  | Leon Visser       | 136    |
| 6.  | Lou Zhanshuo      | 134    |
| 7.  | Taiga Sasaki      | 130    |
| 8.  | Joo Jae-hee       | 120    |
| 9.  | Gabriel Jones     | 115    |
| 10. | Mathieu Pelletier | 94     |

| Lp. | Reprezentacja     | Punkty |
| --- | ----------------- | ------ |
| 1.  | Chiny             | 200    |
| 2.  | Korea Południowa  | 170    |
| 3.  | Kanada            | 160    |
| 4.  | Holandia          | 120    |
| 5.  | Japonia           | 120    |
| 6.  | Kazachstan        | 94     |
| 7.  | Węgry             | 88     |
| 8.  | Stany Zjednoczone | 80     |
| 9.  | Belgia            | 76     |
| 10. | Wielka Brytania   | 62     |

### Konkurencje mieszane
| Lp.    | Data                   | Miejscowość | Konkurencja                     | 1. miejsce                                                                | 2. miejsce                                                                           | 3. miejsce                                                                            | Źr.                             |
| ------ | ---------------------- | ----------- | ------------------------------- | ------------------------------------------------------------------------- | ------------------------------------------------------------------------------------ | ------------------------------------------------------------------------------------- | ------------------------------- |
| 1. PŚJ | 9 listopada 2024       | Bormio      | Sztafeta mieszana 2000 m        | Korea Południowa Chung Jae-hee · Kim Min-ji · Koo Min-seung · Rim Jong-un | Chiny Lyu Wanyu · Zhao Kexin · Tian Minshuo · Zhang Bohao                            | Kanada Victoria Jean-Baptiste · Émanuelle Leclerc · Gabriel Jones · Mathieu Pelletier | [ 1 ] [ 2 ]                     |
| 2. PŚJ | 15 listopada 2024      | Bormio      | Sztafeta mieszana 2000 m        | Korea Południowa Chung Jae-hee · Oh Song-mi · Joo Jae-hee · Rim Jong-un   | Japonia Nonomi Inoue · Ayano Sekiguchi · Raito Kida · Taiga Sasaki                   | Francja Bérénice Comby · Lisa-Victoria Ngo Mouaha · Tyméo Libeau · Franck Tekam       | [ 3 ] [ 4 ]                     |
| 3. PŚJ | 22 lutego 2025         | Quebec      | Sztafeta mieszana 2000 m        | Korea Południowa Kim Min-ji · Koo Min-seung · Oh Song-mi · Park Seo-jun   | Kazachstan Alina Ażgalijewa · Zejnep Kumarkan · Dynmuchamed Täżybaj · Bogdan Wiechow | Kanada Victor Chartrand · Victoria Jean-Baptiste · Gabriel Jones · Miao Qi            | [ 5 ]                           |
|        | 27 lutego–2 marca 2025 | Calgary     | 31. Mistrzostwa Świata Juniorów | 31. Mistrzostwa Świata Juniorów                                           | 31. Mistrzostwa Świata Juniorów                                                      | 31. Mistrzostwa Świata Juniorów                                                       | 31. Mistrzostwa Świata Juniorów |

#### Klasyfikacja
| Lp. | Reprezentacja    | Punkty |
| --- | ---------------- | ------ |
| 1.  | Korea Południowa | 200    |
| 2.  | Japonia          | 140    |
| 3.  | Kanada           | 140    |
| 4.  | Chiny            | 130    |
| 5.  | Kazachstan       | 108    |
| 6.  | Węgry            | 96     |
| 7.  | Francja          | 94     |
| 8.  | Włochy           | 90     |
| 9.  | Polska           | 84     |
| 10. | Niemcy           | 84     |

## Wyniki reprezentantów Polski

### Indywidualne
Kobiety
| Zawodniczka | Bormio 10.11. | Bormio 15.11. | Bormio 16.11. | Quebec 23.02. |        | Bormio 09.11. | Bormio 10.11. | Bormio 16.11. | Quebec 22.02. |        | Bormio 09.11. | Bormio 15.11. | Quebec 22.02. | Quebec 23.02. |
| Zawodniczka | 500 m         | 500 m         | 500 m         | 500 m         | 1000 m | 1000 m        | 1000 m        | 1000 m        | 1500 m        | 1500 m | 1500 m        | 1500 m        |               |               |
| Natalia Bielicka | –             | –             | 19            | –             | –      | 24            | –             | –             | 24            | 28     | –             | –             |               |               |
| Anna Falkowska | 19PEN         | 5             | 11            | 3             | 17     | –             | –             | 21            | –             | –      | –             | –             |               |               |
| Hanna Mazur | –             | –             | –             | –             | –      | 8             | 14            | –             | 5             | 9      | 6             | 21            |               |               |
| Michalina Wawer | 9             | 15            | –             | –             | –      | –             | 12            | –             | 17            | –      | 11            | 12            |               |               |
| Kornelia Woźniak | 18            | 4             | 2             | 4             | 9      | –             | –             | 13            | –             | –      | –             | –             |               |               |
| 1. 2. 3. Finał A Finał B Półfinał Ćwierćfinał Repasaż półfinałowy Repasaż ćwierćfinałowy Eliminacje · DNF – Zawodniczka nie ukończyła biegu DNS – Zawodniczka nie pojawiła się na starcie biegu PEN – Zawodniczka otrzymała karę – Zawodniczka otrzymała żółtą kartkę – Zawodniczka otrzymała czerwoną kartkę |               |               |               |               |        |               |               |               |               |        |               |               |               |               |

Mężczyźni
| Zawodnik | Bormio 10.11. | Bormio 15.11. | Bormio 16.11. | Quebec 23.02. |        | Bormio 09.11. | Bormio 10.11. | Bormio 16.11. | Quebec 22.02. |        | Bormio 09.11. | Bormio 15.11. | Quebec 22.02. | Quebec 23.02. |
| Zawodnik | 500 m         | 500 m         | 500 m         | 500 m         | 1000 m | 1000 m        | 1000 m        | 1000 m        | 1500 m        | 1500 m | 1500 m        | 1500 m        |               |               |
| Tymon Hryniewicz | –             | –             | –             | –             | –      | –             | –             | –             | –             | –      | 28            | 26            |               |               |
| Franciszek Izbicki | 16            | 21PEN         | 26            | –             | 20     | –             | –             | –             | –             | –      | –             | –             |               |               |
| Adam Makuch | –             | 41            | –             | –             | –      | 26            | 42            | 24            | 29            | –      | –             | 25            |               |               |
| Krzysztof Mądry | 22            | 6             | 5PEN          | 12            | 11     | –             | –             | 39PEN         | –             | –      | –             | –             |               |               |
| Dominik Palenceusz | –             | –             | –             | –             | –      | 33            | 24            | –             | 40            | 46     | –             | –             |               |               |
| Noël Vreuls | 23            | –             | 25            | 18            | –      | –             | –             | –             | 36            | 43     | 15            | –             |               |               |
| 1. 2. 3. Finał A Finał B Półfinał Ćwierćfinał Repasaż półfinałowy Repasaż ćwierćfinałowy Eliminacje Preeliminacje · DNF – Zawodnik nie ukończył biegu DNS – Zawodnik nie pojawił się na starcie biegu PEN – Zawodnik otrzymał karę – Zawodnik otrzymał żółtą kartkę – Zawodnik otrzymał czerwoną kartkę |               |               |               |               |        |               |               |               |               |        |               |               |               |               |

### Drużynowe
Kobiety / sztafety mieszane
| Zawodniczka | Bormio 10.11. | Bormio 16.11. | Quebec 23.02. |     | Bormio 09.11. | Bormio 15.11. | Quebec 22.02. |
| Zawodniczka | RL            | RL            | RL            | MR  | MR            | MR            |               |
| Polska | 7PEN          | 10PEN         | 7             | 7   | 6             | 8PEN          |               |
| Anna Falkowska | +             | +             | +             | +   | (+)           | –             |               |
| Hanna Mazur | +             | +             | +             | +   | +             | +             |               |
| Michalina Wawer | +             | +             | +             | –   | +             | –             |               |
| Kornelia Woźniak | +             | +             | +             | (+) | (+)           | +             |               |
| 1. 2. 3. Finał A Finał B Półfinał Ćwierćfinał RL – Sztafeta MR – Sztafeta mieszana · DNF – Zawodniczki nie ukończyły biegu DNS – Zawodniczki nie pojawiły się na starcie biegu PEN – Zawodniczki otrzymały karę – Zawodniczki otrzymały żółtą kartkę – Zawodniczki otrzymały czerwoną kartkę |               |               |               |     |               |               |               |

Mężczyźni / sztafety mieszane
| Zawodnik | Bormio 10.11. | Bormio 16.11. | Quebec 23.02. |     | Bormio 09.11. | Bormio 15.11. | Quebec 22.02. |
| Zawodnik | RL            | RL            | RL            | MR  | MR            | MR            |               |
| Polska | 11            | 17PEN         | 8             | 7   | 6             | 8PEN          |               |
| Tymon Hryniewicz | –             | –             | +             | –   | –             | –             |               |
| Franciszek Izbicki | +             | +             | –             | +   | +             | –             |               |
| Adam Makuch | –             | –             | +             | –   | –             | –             |               |
| Krzysztof Mądry | +             | +             | +             | +   | (+)           | +             |               |
| Dominik Palenceusz | +             | +             | –             | –   | –             | –             |               |
| Noël Vreuls | +             | +             | +             | (+) | +             | +             |               |
| 1. 2. 3. Finał A Finał B Półfinał Ćwierćfinał RL – Sztafeta MR – Sztafeta mieszana · DNF – Zawodnicy nie ukończyli biegu DNS – Zawodnicy nie pojawili się na starcie biegu PEN – Zawodnicy otrzymali karę – Zawodnicy otrzymali żółtą kartkę – Zawodnicy otrzymali czerwoną kartkę |               |               |               |     |               |               |               |